# Costa-Gavras
Konstantínos Gavrás (en grec: Κωνσταντίνος Γαβράς), més conegut com a Costa-Gavras (en grec: Κώστας Γαβράς), (Loutra Iraias, Grècia, 13 de febrer de 1933) és un director de cinema grecofrancès. El 2017 va rebre el Premi Internacional Catalunya.
Cadascuna de les seves pel·lícules testimonia el compromís amb les seves idees i llança un missatge sobre el poder. Ahir, thriller i drama sentimental; avui, ficció social.
És el pare de Romain Gavras, cofundador de la societat de producció Kourtrajmé; i de Julie Gavras, ajudanta i realitzadora (La culpa a Fidel, 2006).

## Biografia
Quan va deixar Atenes per anar a París, es va estrenar amb un treball literari, després va entrar a l'Institut d'Estudis Superiors Cinematogràfics (IDHEC) i va treballar com a ajudant per a Henri Verneuil, Jacques Demy i René Clément.
La pel·lícula Le Jour et l'Heure, en què va participar com a assistent, li va permetre conèixer Simone Signoret i Yves Montand, dels quals es va fer molt amic. Després de descobrir el llibre Compartiment tueurs, de Sébastien Japrisot, en va fer el guió i va aconseguir interessar-hi el productor Julien Derodé; la pel·lícula va tenir èxit a França i fins i tot als Estats Units, on va rebre crítiques ditiràmbiques.
En una estada a Grècia va descobrir el llibre de Vasilis Vasilikós, Z, que descriu l'assassinat d'un líder de l'esquerra, organitzat per la policia i camuflat en un trivial accident. A la tornada en va escriure el guió en col·laboració amb Jorge Semprún. Com que no trobava finançament, en va parlar a Jacques Perrin, a qui va conèixer a la pel·lícula Compartiment tueurs. Així doncs, Jacques Perrin va crear la seva pròpia productora per finançar la pel·lícula i utilitzar els seus contactes, en particular a Algèria, on es va rodar la pel·lícula. Jean-Louis Trintignant va acceptar uns pobres honoraris i Yves Montand hi va participar. La pel·lícula va ser un èxit a tot el món i la gent va aplaudir al final de les sessions; va ser recompensat amb el Premi del Jurat al Festival de Cinema de Canes, l'Oscar a la millor pel·lícula de parla no anglesa i l'Oscar al millor muntatge.

En el muntatge de Z, en el transcurs del sopar de Nadal, Claude Lanzmann va parlar de Lisa i Artur London, que va ser viceministre d'Afers Estrangers de Txecoslovàquia així com un dels tres supervivents del procés de Praga, del 1952. Molts intel·lectuals de la seva generació es van entusiasmar amb l'estalinisme: 
| « | perquè obria perspectives que semblaven formidables. Fins que, a poc a poc, un s'adona del que hi ha darrere del decorat. | » |

Yves Montand també es va adherir al projecte de L'Aveu, i el finançament es va desbloquejar gràcies a l'èxit de Z.
L'Aveu va sortir després de Z, en una època prou maniquea: se li va retreure que ataqués la dreta i després l'esquerra, mentre que no volia més que denunciar els totalitarismes. La pel·lícula va tenir un èxit considerable i va ser un vertader fenomen polític i cultural que va trastornar la seva època.
Amb la pel·lícula Clair de femme (1979) extreta d'una novel·la de Romain Gary, va dir que era la primera vegada que estava content de l'adaptació d'una de les seves obres a la pantalla. Costa-Gavras va ser seduït per aquesta història pel fet que es tractava d'una «temptativa de profanació de la desgràcia, d'un himne a la vida i d'una rehabilitació de la parella». Dustin Hoffman va considerar aquesta pel·lícula la història d'amor més bonica que havia conegut i en el rodatge de la pel·lícula Mad City va suggerir-li que fes un readaptació cinematogràfica.

El guió de la pel·lícula Missing (1982), adaptat del llibre de Thomas Hauser L'execució de Charles Horman, s'inspira en una història vertadera. La pel·lícula narra la història de la desaparició d'un jove periodista americà durant el cop d'estat del militar Augusto Pinochet el 1973. El que l'havia afectat d'aquesta història va ser: 
| « | molt menys el context polític del cop d'estat que el tema del pare, que, acompanyat per la seva jove, vol trobar el seu fill tant sí com no en un país en ple caos. | » |

La pel·lícula va ser molt polèmica als Estats Units, ja que posava el focus en l'acció dels agents del govern americà i la seva responsabilitat en aquell cop d'estat. L'extrema dreta americana va demanar: «Però què hi ve a fer, aquí, aquest comunista europeu?» Tanmateix, la pel·lícula va rebre la Palma d'Or i el Premi a la interpretació masculina en el Festival de Canes de 1982, i l'Oscar al millor guió adaptat, i sempre va ser presentada com una gran pel·lícula a les universitats americanes. La banda sonora va anar a càrrec d'un altre grec famós, Vangelis.
L'any 2017 va rebre el XXIX Premi Internacional Catalunya. «El cinema és una dolça subversió contra els prejudicis», va manifestar el cineasta després de recollir el guardó al Palau de la Generalitat.

## Filmografia

### Director
- 1958: Les ratés (curtmetratge)
- 1965: Compartiment tueurs
- 1967: Un home de més
- 1969: Z
- 1970: L'Aveu
- 1973: État de siège
- 1975: Section spéciale
- 1979: Clair de femme
- 1982: Missing
- 1983: Hanna K
- 1986: Consell de família (Conseil de famille)
- 1988: El camí de la traïció (Betrayed)
- 1989: La capsa de música (Music box)
- 1991: Pour Kim Song-Man
- 1991: Contre l'oubli, codirigit amb Chantal Akerman, René Allio
- 1992: La Petite Apocalypse
- 1995: Lumière et Compagnie, codirigit amb Lasse Hallström, Abbas Kiarostami
- 1995: À propos de Nice, la suite, codirigit amb Catherine Breillat
- 1997: Mad City
- 2002: Amén
- 2005: Le Couperet (Arcadia)
- 2009: Eden à l'ouest
- 2012: El capital
- 2019: Comportar-se com adults
- 2024: Le Dernier Souffle

### Guionista
- 2006: Mon colonel, de Laurent Herbiet amb Bruno Solo (guió i producció)
- 2009: Eden à l'Ouest, coguionista amb Jean-Claude Grumberg

## Premis
- Per Z el 1969:

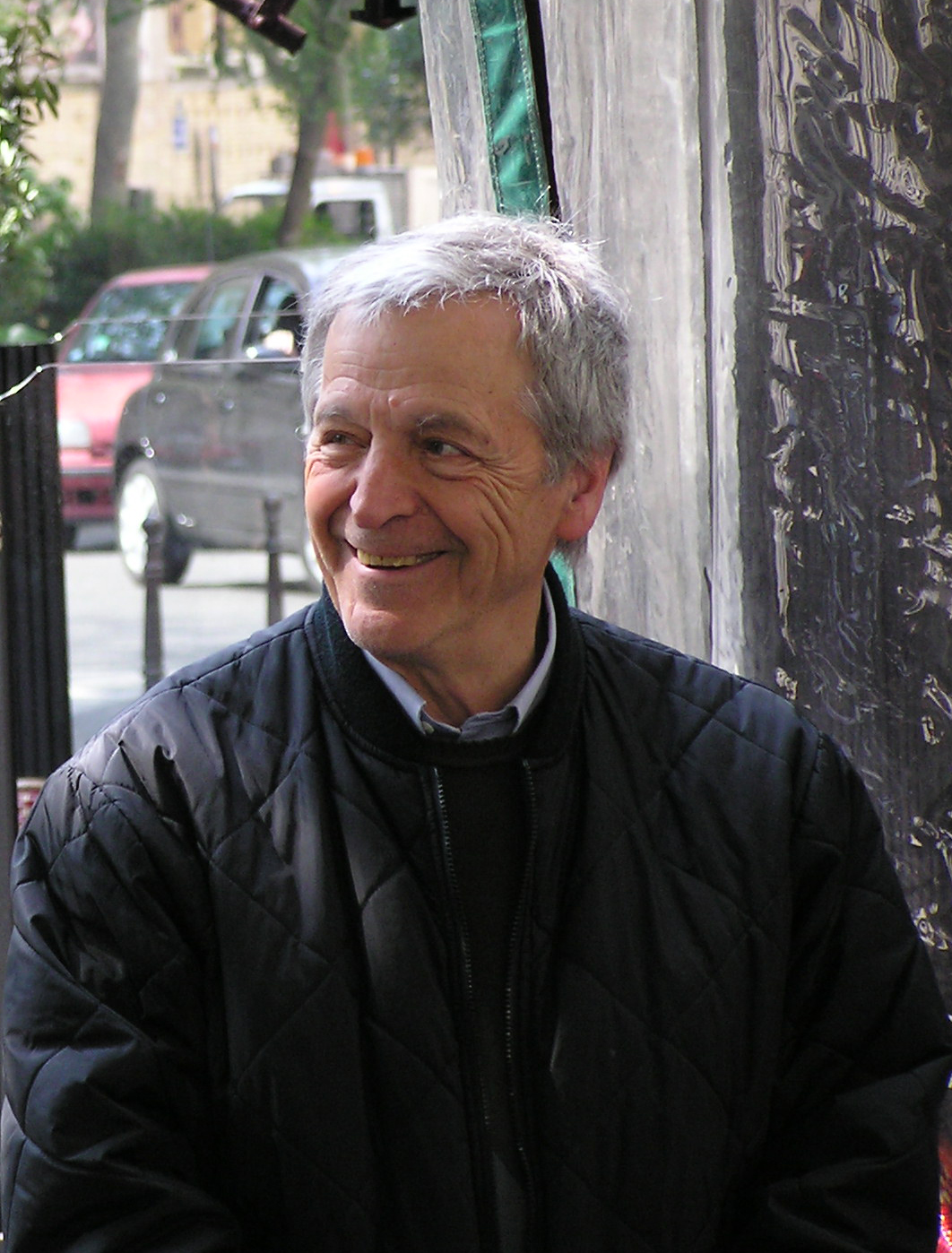
Costa-Gavras, l'abril del 2008, en el rodatge dEden à l'Ouest

  - Premi del Jurat al Festival de Canes
  - Oscar a la millor pel·lícula de parla no anglesa i Oscar al millor muntatge.
- Per Missing el 1982:
  - Palma d'Or i Premi a la interpretació masculina al Festival de Canes;
  - Oscar al millor guió adaptat.
- Os d'or al Festival Internacional de Cinema de Berlín per Capsa de música el 1989.
- Per Amén (2002):
  - César al millor guió original o adaptació, 2003.
- XXIX Premi Internacional Catalunya (2016)